# OONI
L'Open Observatory of Network Interference (OONI) est un projet qui surveille la censure d'Internet à l'échelle mondiale. Il s'appuie sur des bénévoles pour exécuter un logiciel qui détecte les blocages et rapporte les résultats à l'organisation. En octobre 2019, OONI a analysé 292 millions de connexions réseau dans 233 pays.

## Développement
OONI a été officiellement lancé en 2012 en tant que projet de logiciel libre dans le cadre du projet Tor, visant à étudier et à mettre en évidence la censure d'Internet . En 2017, OONI a lancé OONI Probe, une application mobile qui exécute une série de tests de réseau. Ces mesures détectent les sites Web, applications et autres outils bloqués,. Les résultats de ces tests peuvent être consultés via l'explorateur OONI et l'API.
Jusqu'en 2018, le projet a reçu 1 286 070 $ de financement de l'Open Technology Fund.

## Tests

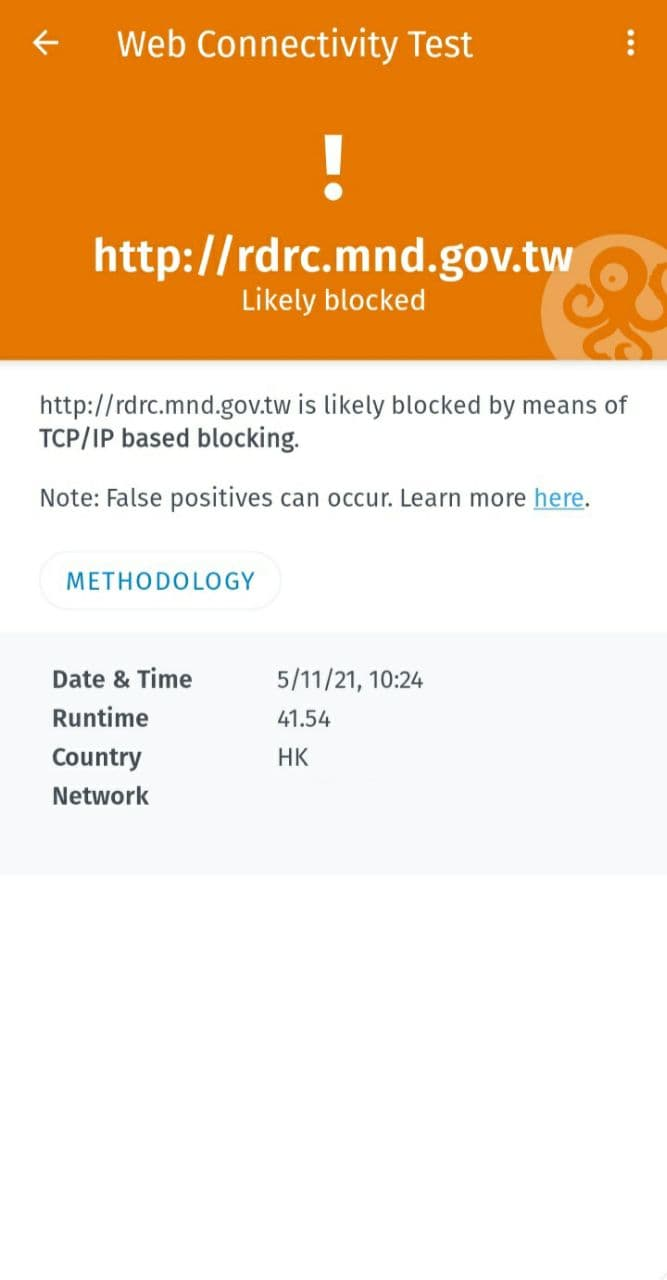
Capture d'écran de l'application OONI Probe indiquant qu'un site Web a peut-être été bloqué au moyen d'un blocage basé sur TCP/IP.

Les tests actuellement déployés par OONI sont les suivants :
- Connectivité Web
- Cohérence DNS
- Hôte HTTP
- Requêtes HTTP
- Accès Facebook Messenger
- Accès à Telegram
- Accès à Whatsapp
- Détection de manipulation des champs d'en-tête HTTP
- Détection de ligne de demande HTTP non valide
- Demandes douces
- Accès à Tor (réseau d'anonymat)
- Accès Vanilla Tor
- Accès lanterne (logiciel)
- Accès psiphon
- Diffusion adaptative dynamique sur diffusion HTTP
- NDT (test de diagnostic du réseau)[9]

## Cas notables
OONI a confirmé les données analysant la panne d'Internet de 2019 en Iran. Le 24 février 2019, le média indépendant cubain Tremenda Nota a confirmé le blocage de son site Internet quelques heures avant un référendum à Cuba. Une nouvelle Constitution a été votée dans le pays pour la première fois depuis des décennies. Les données de mesure du réseau OONI ont confirmé le blocage du site ainsi que de plusieurs autres sites Web de médias indépendants lors du référendum. Le réseau avait précédemment confirmé 41 sites Web bloqués dans le pays en 2017,. Des cas de censure d'Internet et de perturbations du réseau pendant les élections ont également été détectés au Bénin, en Zambie, et au Togo. En mai 2019, OONI a signalé que le gouvernement chinois avait bloqué toutes les éditions linguistiques de Wikipédia. À la suite de l'invasion russe de l'Ukraine en 2022, OONI a confirmé que la plupart des fournisseurs d'accès Internet russes avaient commencé à bloquer l'accès à Twitter, Facebook, Instagram, BBC, Deutsche Welle, Radio Free Europe, Voice of America, Interfax, Meduza, Dojd, The New Times et 200rf. (un site Web lancé par le ministère ukrainien des Affaires intérieures pour permettre aux Russes de retrouver les membres de leur famille qui ont été capturés ou tués pendant la guerre).